# Saison 3 de Faking It
Chronologie
Saison 2
Cet article présente le guide des épisodes de la troisième et dernière saison de la série télévisée américaine Faking It. En France, la série a été diffusée en VOSTFR en simultané avec les États-Unis sur MTV.

## Synopsis
Lorsque Amy revient de ses vacances, elle retrouve Karma qui s'est fait de nouveaux amis et qui ne lui parle plus.

## Distribution

### Acteurs principaux
- Rita Volk (VFB : Mélissa Windal) : Amy Raudenfield
- Katie Stevens (VFB : Mélanie Dermont) : Karma Ashcroft
- Gregg Sulkin (VFB : Alexandre Crépet) : Liam Booker
- Bailey De Young (VF : Adeline Chetail) : Lauren Cooper
- Michael J. Willett (VFB : Maxime Donnay) : Shane Harvey

### Acteurs récurrents
- Rebecca McFarland : Farrah, mère d'Amy
- Senta Moses (en) : Penelope Bevier, la principale d'Hester
- Amy Farrington : Mère de Karma
- Lance Barber : Père de Karma
- August Roads : Oliver, ami d'Amy
- Erick Lopez : Tommy Ortega
- Courtney Kato : Leila
- Parker Mack (en) : Felix Turner
- Chloe Bridges : Zita Cruz
- Jordan Rodrigues : Dylan
- Elliot Fletcher : Noah
- McKaley Miller : Rachel
- Jordan Rodrigues : Dylan
- Sophia Taylor Ali : Sabrina

## Épisodes

### Épisode 1:Tout va bien
- États-Unis : 15 mars 2016 sur MTV
- France : US+1 sur MTV France
- Québec : date inconnue sur VRAK.TV

- États-Unis : 284 000 téléspectateurs[1] (première diffusion)

### Épisode 2:Tous en chœur: Oy!
- États-Unis : 22 mars 2016 sur MTV

- États-Unis : 398 000 téléspectateurs[2] (première diffusion)

### Épisode 3:Karmygeddon
- États-Unis : 29 mars 2016 sur MTV

- États-Unis : 371 000 téléspectateurs[3] (première diffusion)

### Épisode 4:Le Petit cœur brisé
- États-Unis : 5 avril 2016 sur MTV

- États-Unis : 365 000 téléspectateurs[4] (première diffusion)

### Épisode 5:Ménage à trois
- États-Unis : 12 avril 2016 sur MTV

- États-Unis : 354 000 téléspectateurs[5] (première diffusion)

### Épisode 6:Petites frayeurs
- États-Unis : 19 avril 2016 sur MTV

- États-Unis : 385 000 téléspectateurs[6] (première diffusion)

### Épisode 7:À nous deux!
- États-Unis : 26 avril 2016 sur MTV

- États-Unis : 345 000 téléspectateurs[7] (première diffusion)

### Épisode 8:Crise identitaire
- États-Unis : 3 mai 2016 sur MTV

- États-Unis : 472 000 téléspectateurs[8] (première diffusion)

### Épisode 9:Plus de mensonges
- États-Unis : 10 mai 2016 sur MTV

- États-Unis : 337 000 téléspectateurs[9] (première diffusion)

### Épisode 10: C'est maintenant ou jamais
- États-Unis : 17 mai 2016 sur MTV

- États-Unis : 396 000 téléspectateurs[10] (première diffusion)